# Hydra (Within Temptation)
Hydra è il sesto album in studio della band olandese Within Temptation. L'album è stato pubblicato il 22 gennaio 2014 in Giappone, il 31 gennaio in Europa e il 4 febbraio in Nordamerica.

## Descrizione
Il titolo dell'album si riferisce all'ecletticità musicale dei brani contenuti nell'album. Il chitarrista Robert Westerholt dice al riguardo: "Hydra è un titolo perfetto per il nostro nuovo album, perché come il mostro stesso, l'album rappresenta le diverse sfaccettature della nostra musica". Secondo l'antica mitologia greca, l'Idra era un gigantesco serpente con molte teste che non poteva essere ucciso tramite decapitazione, perché per ogni testa tagliata ne nascevano altre due. L'album contiene numerose collaborazioni con altri artisti: Paradise (What About Us?), duetto con il soprano Tarja Turunen, Dangerous, collaborazione con Howard Jones, And We Run, con il rapper Xzibit e Whole World Is Watching che nella versione standard dell'album vede la partecipazione di Dave Pirner dei Soul Asylum, mentre nell'edizione polacca vede la partecipazione di Piotr Rogucki dei Coma. L'uscita dell'album è stata anticipata dalla pubblicazione dei tre singoli Paradise (What About Us?), Dangerous e Whole World Is Watching. Tra le bonus tracks sono presenti diverse cover di altri artisti provenienti dall'album di cover della band The Q-Music Sessions, pubblicato l'anno precedente.

## Tracce
1. Let Us Burn – 5:31 (Sharon den Adel, Robert Westerholt, Daniel Gibson)
2. Dangerous (feat. Howard Jones) – 4:52 (Sharon den Adel, Robert Westerholt, Daniel Gibson)
3. And We Run (feat. Xzibit) – 3:50 (Sharon den Adel, Robert Westerholt, Alvin Joiner)
4. Paradise (What About Us?) (feat. Tarja) – 5:22 (Sharon den Adel, Robert Westerholt, Martijn Spierenburg)
5. Edge Of The World – 4:55 (Sharon den Adel, Robert Westerholt, Juno Jimmink)
6. Silver Moonlight – 5:17 (Sharon den Adel, Robert Westerholt, Martijn Spierenburg)
7. Covered By Roses – 4:48 (Sharon den Adel, Robert Westerholt, Martijn Spierenburg)
8. Dog Days – 4:47 (Sharon den Adel, Robert Westerholt, Martijn Spierenburg)
9. Tell Me Why – 6:12 (Sharon den Adel, Robert Westerholt, Daniel Gibson)
10. Whole World Is Watching (feat. Dave Pirner, o Piotr Rogucki nell'edizione polacca) – 4:03 (Sharon den Adel, Robert Westerholt, Daniel Gibson)

Bonus tracks
1. Radioactive – 3:15 (Ben McKee, Daniel Platzman, Dan Reynolds, Wayne Sermon, Alexander Grant, Josh Mosser) – cover del brano degli Imagine Dragons
2. Summertime Sadness – 4:07 (Lana Del Rey, Rick Nowels) – cover del brano di Lana Del Rey
3. Let Her Go – 3:44 (Michael David Rosenberg) – cover del brano di Passenger
4. Dirty Dancer – 4:15 (Enrique Iglesias, Nadir Khayat, Evan Bogart, Erika Nuri, David Quiñones) – cover del brano di Enrique Iglesias
5. And We Run (Evolution Track) – 5:41 (Sharon den Adel, Robert Westerholt, Alvin Joiner)
6. Silver Moonlight (Evolution Track) – 6:05 (Sharon den Adel, Robert Westerholt, Juno Jimmink)
7. Covered By Roses (Evolution Track) – 4:43 (Sharon den Adel, Robert Westerholt, Martijn Spierenburg)
8. Tell Me Why (Evolution Track) – 5:00 (Sharon den Adel, Robert Westerholt, Daniel Gibson)

Edizione giapponese
1. Radioactive – 3:15 (Ben McKee, Daniel Platzman, Dan Reynolds, Wayne Sermon, Alexander Grant, Josh Mosser) – cover del brano degli Imagine Dragons
2. Summertime Sadness – 4:07 (Lana Del Rey, Rick Nowels) – cover del brano di Lana Del Rey
3. Let Her Go – 3:44 (Michael David Rosenberg) – cover del brano di Passenger
4. Dirty Dancer – 4:15 (Enrique Iglesias, Nadir Khayat, Evan Bogart, Erika Nuri, David Quiñones) – cover del brano di Enrique Iglesias
5. Grenade – 3:45 (Bruno Mars, Philip Lawrence, Ari Levine, Brody Brown, Claude Kelly, Andrew Wyatt) – cover del brano di Bruno Mars
6. The Power Of Love – 4:01 (Peter Gill, Holly Johnson, Mark O'Toole) – cover del brano degli Frankie Goes to Hollywood
7. And We Run (Evolution Track) – 5:41 (Sharon den Adel, Robert Westerholt, Alvin Joiner)
8. Silver Moonlight (Evolution Track) – 6:05 (Sharon den Adel, Robert Westerholt, Juno Jimmink)
9. Covered By Roses (Evolution Track) – 4:43 (Sharon den Adel, Robert Westerholt, Martijn Spierenburg)
10. Tell Me Why (Evolution Track) – 5:00 (Sharon den Adel, Robert Westerholt, Daniel Gibson)

## Formazione
Within Temptation
- Sharon den Adel - voce
- Robert Westerholt - chitarre ritmiche, voce (tracce 6 e 9)
- Jeroen van Veen - basso
- Ruud Jolie - chitarre soliste
- Martijn Spierenburg - tastiere
- Mike Coolen - batteria
- Stefan Helleblad - chitarre di accompagnamento

Ospiti
- Howard Jones - voce (traccia 2)
- Xzibit - rap (traccia 3)
- Tarja Turunen -  voce (traccia 4)
- David Pirner - voce (traccia 10)
- Piotr Rogucki - voce (traccia 10 nell'edizione polacca)